# Nidai-Sama
Yoshi Okada (4 de Janeiro de 1897 — 24 de Janeiro de 1962), a quem chamamos respeitosamente de Nidai-Sama, foi a Segunda Líder Espiritual da Igreja Messiânica Mundial.
Com o falecimento de seu marido, Meishu-Sama, passa a ocupar o Trono de Kyoshu, sendo chamada de Kyoshu-Sama até a sua morte, passando a ser denominada pelos fiéis de Nidai-Sama (Segunda Líder Espiritual). Foi a responsável pela instituição do Sorei-Saishi, ofício de assentamento e sagração dos ancestrais na Igreja Messiânica, bem como por um intenso trabalho de expansão do número de fiéis, através do trabalho de ensino religioso voltado para jovens.

## Biografia
Nasceu na cidade de Nagoya, Japão. A partir do segundo ano do ensino fundamental, passou a morar com a tia em Tóquio. Os estudos do ensino médio foram no Colégio Provincial Dar-echi de Tóquio, exclusivo para moças, onde se formou. Em 1919, casou-se com Meishu-Sama.

## Sandai-Sama
Com a morte de Nidai-Sama o título de Kyoshu passou a ser referência para a filha do casal, a Sra. Itsuki Okada, que passou a ser denominada Sandai-Sama (Terceira Líder Espiritual) pelos fiéis até a sua abdicação e substituição no Trono pelo seu sobrinho, o Sr. Yoichi Okada. Sandai-Sama foi a responsável pela instituição da Academia Sanguetsu, que atua no aperfeiçoamento da milenar técnica japonesa de vivificação floral da ikebana para a Igreja Messiânica.